# 陈师街道
陈师街道，原为陈师镇，是中华人民共和国江苏省淮安市涟水县下辖的一个乡镇级行政单位。2018年12月1日，撤销陈师镇，设立陈师街道。以原陈师镇所辖区域为陈师街道行政区域，街道办事处驻陈师居委会境内，办公地址为府前路1号。区划代码改为320826003。

## 行政区划
陈师街道下辖以下地区：
陈师社区、跨河村、团结村、合心村、高庄村、红旗村、沙河村、柿园村、寿延村、水连村和国民村。